# Groupe intergouvernemental sur l'observation de la Terre
Le Groupe intergouvernemental sur les Observations de la Terre  (ou GEO pour Group on Earth Observations) est un Groupe intergouvernemental, créé pour coordonner les efforts internationaux visant à créer un Réseau mondial de participants au Système mondial des systèmes d'observation de la Terre (GEOSS).
Il cherche à construire une infrastructure publique mondiale pour les observations de la Terre consistant en un réseau flexible, interopérable et distribué de systèmes et de fournisseurs de contenu relatifs à l'observation de la Terre. Pour cela il soutient aussi le développement de nouveaux systèmes s'il apparaît des lacunes en matière de fourniture d'informations liées à l'environnement.

## Enjeux
L'observation de la Terre est devenue un enjeu vital pour l'élaboration et l'évaluation de la soutenabilité des politiques dans de nombreux domaines.

## Concept
Les données d'observation sont qualitatives ou quantitatives ; elles proviennent notamment de bouées météorologiques, des stations et ballons météorologiques, des stations sismiques et du système de positionnement global (GPS), de la télédétection (par drones, avions, satellites), de simulations informatiques, de prévision informatisés et de systèmes d'alerte précoce. Ces instruments permettent de mesurer et surveiller des aspects spécifiques, des systèmes physiques, géochimiques et vivants de la Terre.
Pour être utiles, les données brutes collectées doivent être traitées, archivées, interprétées et mises à disposition via des canaux faciles à utiliser, sous la forme d'informations compréhensibles par tous et pas seulement par des experts en télédétection.

## Domaines prioritaires
GEO vise à faciliter l'accès aux données d'observation de la Terre pour neuf domaines prioritaires : 
1. les catastrophes naturelles et d'origine humaine ;
2. les sources environnementales de risques pour la santé ;
3. la gestion de l'énergie ;
4. le changement climatique et ses impacts ;
5. les ressources en eau douce ;
6. les prévisions météorologiques ;
7. la gestion des écosystèmes, l'agriculture durable ;
8. la conservation, gestion et restauration de la biodiversité.

## Histoire et structure
GEO est issu du tout premier sommet sur l'observation de la Terre (à Washington DC en 2003).
Ce sommet a été suggéré et lancé par l'administrateur de la NOAA, Conrad Lautenbacher, qui a aussi poussé à la réalisation du GEO dans le cadre de l'administration Bush '43. (http://www.geo-informatie.nl/courses/grs60312/material2012/DIMS2012/lautenbacher2006_conceptGEOSS.pdf).
GEO a été créé officiellement en février 2005 lors du troisième sommet sur l'observation de la Terre (à Bruxelles) clôturant deux ans de travail lancé  en 2003 avec le premier sommet sur l'observation de la Terre à Washington, DC, lui-même lancé en réponse aux appels à l'action du Sommet mondial sur le développement durable de 2002 et du Groupe des Huit (G8) des principaux pays industrialisés. Ces réunions de haut niveau ont reconnu que la collaboration internationale est essentielle pour exploiter le potentiel croissant des observations de la Terre pour soutenir la prise de décision dans un monde de plus en plus complexe et soumis à des contraintes environnementales évoluant rapidement.

## Gouvernance
GEO est un partenariat volontaire de gouvernements et d'organisations internationales, un cadre où ces partenaires peuvent développer de nouveaux projets et coordonner leurs stratégies et leurs investissements.
En janvier 2023, les membres de GEO comprenaient 114 gouvernements, dont la Commission européenne. Et 144 organisations intergouvernementales, internationales et régionales ayant un mandat dans l'observation de la Terre ou des questions connexes y participent (listes ci-dessous).
Chaque membre et organisation participante est représenté par un délégué et un délégué suppléant. Les membres versent des contributions financières à GEO sur une base volontaire.
GEO construit GEOSS sur la base d'un plan stratégique décennal 2016-2025. Ce plan définit l'objectif et la portée de GEOSS, ses avantages attendus, huit « domaines d'avantages sociétaux » (résistance aux catastrophes, surveillance de la santé publique, gestion des ressources énergétiques et minérales, développement urbain durable, gestion des ressources en eau, biodiversité et durabilité des écosystèmes, la sécurité alimentaire et l'agriculture durable et la gestion des infrastructures et des transports - avec le climat comme question transversale), des priorités techniques et de renforcement des capacités, et la structure de gouvernance du GEO.
GEO est régi par une plénière composée de tous les membres et des organisations participantes, qui se réunit au moins une fois par an au niveau des hauts fonctionnaires et périodiquement au niveau ministériel. Les membres prennent les décisions en séance plénière par consensus.
Le Secrétariat du partenariat est basé au sein de l'Organisation Météorologique Mondiale, une agence spécialisée des Nations unies, à Genève, en Suisse.

## Organisations participantes
Depuis janvier 2016, les organisations participantes sont :
- African Centre of Meteorological Application for Development
- Asia-Pacific Network for Global Change Research
- Association for the Development of Environmental Information
- Association of European Renewable Energy Research Centres
- Association of the Geological Surveys of the European Union
- Belmont Forum
- Biodiversity International
- Caribbean Meteorological Organization
- Central American Commission for the Environment and Development
- Commission on the Protection of the Black Sea Against Pollution
- Committee on Data for Science and Technology
- Committee on Earth Observation Satellites
- Committee on Space Research
- Convention on Biological Diversity
- Coordination Group for Meteorological Satellites
- Creative Commons
- EPOS, European Plate Observing System
- Environmental Information Systems - AFRICA
- Eurisy
- European Association of Remote Sensing Companies
- European Association of Remote Sensing Laboratories
- European Centre for Medium-Range Weather Forecasts
- European Environment Agency
- European Organisation for the Exploitation of Meteorological Satellites
- European Severe Storms Laboratory
- European Space Agency
- European Union Satellite Centre
- Faculty of Geo-Information Science and Earth Observation
- Federation of Digital Broad-Band Seismograph Networks
- Federation of Earth Science Information Partners
- Food and Agriculture Organization of the United Nations
- Future Earth
- Global Biodiversity Information Facility
- Global Climate Observing System
- Global Earthquake Model Foundation
- Global Learning and Observations to Benefit the Environment
- Global Ocean Observing System
- Global Spatial Data Infrastructure
- Global Terrestrial Observing System
- Great Lakes Observing System
- GÉANT
- ICSU World Data System
- IEEE Geoscience and Remote Sensing Society
- Institute of Electrical and Electronics Engineers
- Intergovernmental Oceanographic Commission
- International Association of Geodesy
- International Cartographic Association
- International Centre for Integrated mountain Development
- International Council for Science
- International Council on Systems Engineering
- International Hydrographic Organization
- International Institute for Applied Systems Analysis
- International Institute for Sustainable Development
- International Institute of Space Law
- International Ozone Commission
- International Research Centre on El Niño
- International Society for Digital Earth
- International Society for Photogrammetry and Remote Sensing
- Committee for Global Mapping
- International Union of Geodesy and Geophysics
- International Union of Geological Sciences
- International Water Management Institute
- Marine Technology Society
- Mariolopoulous-Kanaginis Foundation for the Environmental Sciences
- Network of European Meteorological Services/Composite Observing System
- Open Geospatial Consortium
- Partnership for Observation of the Global Oceans
- Regional Centre for Mapping of Resources for Development
- Regional Centre for Remote Sensing of North Africa States
- Regional Centre for Training in Aerospace Surveys
- Research Data Alliance
- Secretariat of the United Nations Convention to Combat Desertification
- Secure World Foundation
- South Pacific Applied Geoscience Commission
- Sustaining Arctic Observing Networks
- United Nations Economic Commission for Africa
- United Nations Economic and Social Commission for Asia and the Pacific
- United Nations Educational, Scientific and Cultural Organisation
- United Nations Environment Programme
- United Nations Framework Convention on Climate Change
- United Nations Institute for Training and Research
- United Nations Office for Disaster Risk Reduction
- United Nations Office for Outer Space Affairs
- United Nations University - Institute for Environment and Human Security
- University Corporation for Atmospheric Research
- Water Center for the Humid Tropics of Latin America and the Caribbean
- World Bank
- World Climate Research Programme
- World Federation of Public Health Associations
- World Meteorological Organization